# Pandercetes
Genre
Pandercetes est un genre d'araignées aranéomorphes de la famille des Sparassidae.

## Distribution
Les espèces de ce genre se rencontrent en Asie du Sud-Est, en Océanie et en Asie du Sud.

## Liste des espèces
Selon World Spider Catalog (version 21.5, 04/10/2020) :
- Pandercetes celatus Pocock, 1899
- Pandercetes celebensis Merian, 1911
- Pandercetes decipiens Pocock, 1899
- Pandercetes gracilis L. Koch, 1875
- Pandercetes isopus Thorell, 1881
- Pandercetes longipes Thorell, 1881
- Pandercetes macilentus Thorell, 1895
- Pandercetes malleator Thorell, 1890
- Pandercetes manoius Roewer, 1938
- Pandercetes niger Merian, 1911
- Pandercetes nigrogularis (Simon, 1897)
- Pandercetes ochreus Hogg, 1922
- Pandercetes palliventris Strand, 1911
- Pandercetes peronianus (Walckenaer, 1837)
- Pandercetes plumipes (Doleschall, 1859)
- Pandercetes plumosus Pocock, 1898

## Publication originale
- L. Koch, 1875 : Die Arachniden Australiens. Nürnberg, vol. 1, p. 577-740 (texte intégral).